# Livá Jázdzsi
Livá Jázdzsi, angolosan Liwaa Yazji (arabul: لواء يازجي, Moszkva, 1977. június 18. –) szíriai dráma- és forgatókönyvíró, filmrendező, költő.

## Élete
Szülei az 1980-as évekig Moszkvában tanultak, majd Aleppóban és Damaszkuszban nőtt fel. Édesanyja Szalva Abdalláh (سلوى عبدالله) nőgyógyász Szíriában, édesapja Hajdar Jázdzsi (حيدر يازجي) nemzetközileg elismert képzőművész. Felsőfokú tanulmányait a damaszkuszi egyetemen és a művészeti főiskolán végezte 2003-ban, előbb angol irodalom, azután színházművészet szakon, majd dramaturgként, dráma- és forgatókönyvíróként dolgozott. 2008-ban, amikor Damaszkusz kapta meg az Arab kulturális főváros címet, a helyi színházi és táncegyüttesek előadásainak programját koordinálta. De 2009-ben játszott színésznőként Abdellatif Abdelhamid September's Rain című filmjében és volt rendezőasszisztens is Allyth Hajjo és Ammar Alani 2011-es Windows of the Soul dokumentumfilmjében.
Első színművét (Here in the Garden címmel) 2012-ben publikálta. Ezt a In peace, we leave home című versgyűjteménye követte. 2014-ben adták ki Edward Bond Saved (magyarul: Kinn vagyunk a vízből) című színdarabjából írt arab nyelvű fordítását is. 2016-ban jelent meg korábbi, személyes ihletettségű verseskötete angol nyelven, Three Poems címmel.
2015-ben a manchesteri Royal Exchange Színház mutatta be a Q&Q című előadását a B!rth nemzetközi színházi fesztivál keretében. A Goats című darabja először 2016 májusában a londoni Royal Court színházban került színre a 2015-ös Told from the Inside drámaíró workshop utolsó fázisaként, mint felolvasószínház, ami ősbemutatója 2017 novemberében lesz. Németországban pedig a Sundance Intézettel közös program keretében írt Terror című drámája került felolvasásra 2017 májusában.
Első, Haunted című dokumentumfilmjével 2014-ben debütált filmrendezőként Marseille-ben, ahol különdíjat kapott. Televízióban a pán-arab csatornákon vetített The Brothers, Németországban pedig a Heim című sorozat társírója.
Jázdzsi 2016 januárjában érkezett Berlinbe, ahol száműzött szíriai művészek körében él. Ebben az időben a német város és Bejrút, illetve Szíria között utazott sokat, miközben egy a megszállott területeken élőkkel foglalkozó színdarabon dolgozott. Németországba EU turistavízummal érkezett. Először 2013-ban kezdett ingázni, Szíria és Libanon között, első filmje kapcsán.
Tagja (kincstárnoka) az Ettijahat-Independent Culture nevű szervezetnek, ami a szíriai független kultúra fejlődéséért tevékenykedik. 2015-ben résztvevője volt az ArtsLink Residencies programnak a New York-i Poets House CEC ArtsLink-ösztöndíjasaként.
2017. augusztus 19-én Haunted című filmjének vetítésére és egy azzal kapcsolatos beszélgetésre Magyarországra érkezik – a Zsámbéki Színházi és Művészeti Bázis egyik előadásának, a Köztársaság egyik kísérőprogramjaként.
Férje, Mohammad Abou Laban költő és az A Syrious Look  egyik alapítója.
Műveit arab és angol nyelven írja.

## Művei

### TV és film
Film
- Haunted (forgatókönyvíró, rendező; arabul beszélő film angol felirattal, eredeti cím: Maszkun (angol írással: Maskoon, arabul: مسكون[20]), dokumentumfilm, 2014)

A felvételek 2012–2013-ban készültek. A film szereplői és a rendező maga is a szíriai polgárháborút megélő emberek. Olyanok, akik otthonaikból a senki földjére kerültek. Azt a kérdést feszegeti, hogy a lakóhelyeik elhagyására kényszerülők vagy épp az előtt állók mit vinnének, visznek magukkal, bemutatva azt is, amit hátrahagynak. A felvételek mindig olyan eszközzel készültek, amire épp lehetőség adódott: kamerával, mobiltelefonnal vagy épp egy internetes videotelefonálásra alkalmas programmal. Az utómunka során fontos koncepció volt, hogy ne felismerhető személyeket mutasson be, hanem történeteket, amikkel azonosulni lehet.
Televízió
- الإخوة (angolul: The Brothers, társszerző, sorozat, pán-arab csatornák, 2014)[22]
- Heim (társíró, Németország, 2017(?))

### Színház
- Q&Q (2015)

Három szír nő, egy damaszkuszi, libanoni és calaisi életéről szól, arról, miként hatnak rájuk a konfliktusok, a kiutasítottság, a háború és hogyan bonyolódik a helyzetük, ha teherbe esnek, esnének. – A színdarab a manchesteri Birth (születés) elnevezésű négynapos fesztiválra készült hat különböző országból származó drámaírónő művével együtt.
- Goats (2016)

Egy kis szíriai falucska, ahol hősként éltetik a katonákat, a gyászoló lakosok pedig a propaganda részei. Miközben sokasodnak a koporsók, a helyi pártvezető radikális „kártérítési rendszerről” határoz: egy kecske jár minden mártírhalált halt fiúért. – A Told from the Inside Szíria és Libanon új drámái programban 12 drámaíró műve közül 2016 márciusában bemutatott három darab egyikeként adták elő felolvasószínházként a Royal Court Színház színpadán, de színdarab is készül belőle.
- Terror (2017)

Egy férfi Ammánban ragad, mikor a repülőútját Bejrútból kénytelen megszakítani a párizsi terrortámadások miatt és feleségének telefonál. Bekopogtat exbarátnője, aki szintén azon a gépen utazott. A történet itt kezdődik. – A felolvasószínház a Sundance Intézet nonprofit szervezet számára készült a Hebbel am Ufer (HAU) színházzal karöltve a Sundance Syria keretében.

### Írásai
- هنا في الحديقة[27] (dráma, angolul: Here in the Garden, Mamdouh Adwan Publishing House,[28] 2012)
- بسلام من البيت نخرج (verseskötet, angolul: In peace, we leave home, Arab Scientific Publishers, 2014[29])
  - Three Poems (korábbi kötete angolul,[30] CEC ArtsLink & Martin E. Segal Theatre Center Publications,[31] 2016)

### Fordításai
- أنقذ (Edward Bond: Saved, arabul, Mamdouh Adwan Publishing House, 2014)[32]

## Díjai, elismerései
- Különdíj – FID(wd), Marseille, elsőfilmesek versenye (Haunted, 2014)[33]
- El Waha bronz díj – FIFAG, Tunézia, Gabès, egész estés filmek (Haunted, 2016)[34]